# Die Ein-Mann-Band
Die Ein-Mann-Band (OT: One Man Band) ist ein vierminütiger Kurzfilm aus dem Jahre 2005, produziert von Pixar. Er ist auf der DVD des Computeranimationsfilms Cars erhältlich. 

## Handlung
Ein müde dreinschauender Musiker fängt auf einem menschenleeren Platz, auf dem ein Brunnen in der Mitte steht, an, ein Multifunktionsinstrument zu spielen. Während des Spielens schaut er auf den Boden auf eine leere Blechtasse und lässt seinen Blick über den Platz schweifen. Plötzlich kommt ein kleines Mädchen auf den Platz und geht zielstrebig auf den Brunnen zu, ohne den Musiker zu beachten. Als sie eine Goldmünze in den Brunnen werfen will, macht der Musiker mit einem schrillen Musikton auf sich aufmerksam. Der Musiker fängt wieder an zu spielen und das Mädchen geht interessiert auf ihn zu. Während des Spiels schiebt er mit dem linken Fuß die Blechtasse nach vorne. Als das Mädchen nach Ende des Musikspiels zögernd auf die Tasse schaut, deutet er dem Mädchen mit einer Handbewegung an, die Münze dort hineinzulegen. Unmittelbar, bevor das Mädchen dies vorhat, ertönt aus dem Hintergrund Gitarrenmusik. Der Musiker schaut überrascht in die Richtung dieser Musik und auch das Mädchen dreht sich um.
Ein Saitenmusiker öffnet eine an einer Staffel hängenden Papierrolle, auf der er geigenspielend abgebildet ist. Dann fängt er auf einem Saiteninstrument an zu spielen und begleitet sich selber auf einer Flöte. Fasziniert von dieser Melodie geht das Mädchen zu ihm herüber. Immer noch spielend, beugt sich der Spieler leicht nach vorne, während aus seinem Hut eine Kopffigur an einer Scherengelenkkonstruktion heraustritt, die ebenfalls einen Hut trägt, welcher sich automatisch vor den Kopf schwenkt und das Mädchen darauf hinweisen soll, seine Münze dort hineinzulegen. Als das Mädchen dies machen will, fängt der erste Musiker wieder an zu spielen, während er auf einer Trommel balanciert. Mit dieser akrobatischen Einlage überschätzt sich dieser aber und fällt zu Boden. Nach einer kurzen Stille schüttelt der Saitenmusiker nur den Kopf und fängt seinerseits wieder an zu spielen. Der erste Musiker rappelt sich auf und legt sich abermals ins Zeug, um die Aufmerksamkeit des Mädchens für sich zu gewinnen. Sichtlich genervt, zieht der Saitenmusiker den Bogen mit einem grässlichen Ton über sein Streichinstrument und lässt ihn zu Boden fallen. Rücklings aus einem Köcher zieht er einen neuen Bogen und fängt ein flottes Musikstück an. Ebenfalls stark verärgert zieht der erste Musiker an einer Art Reißleine und es öffnet sich ein Klappmechanismus, an dessen Ausleger 16 kleine Trompetenspieler ein infernalisches Geräusch loslassen. Der Saitenmusiker zieht alsdann eine Reißleine und flügelähnliche Ausleger treten links und rechts hinter seinem Rücken hervor, an denen 10 automatisch über Seilzüge spielende Geigen in das Musikstück einstimmen. 
In dem nun folgenden „Musikduell“ steigern sich die beiden Kontrahenten so sehr abwechselnd in eine lautere und höhere Tonlage, dass das Mädchen hin- und hergerissen zwischen den beiden ist. Am Ende wird das Mädchen von den Musikern mit dem Rücken an den Brunnen gedrängt und erschrickt beim Finale so sehr, dass es sich, auch wegen der mittlerweile enormen Lautstärke, beide Ohren zuhält und ihm dabei die Goldmünze entgleitet. Diese rollt über einen Gullydeckel, dreht sich nochmal leicht, um dann durch den Gully in die Kanalisation zu fallen. Drei Augenpaare schauen der Münze durch den Gullydeckel hinterher, bis nur noch ein entferntes Aufschlagen auf der Wasseroberfläche zu hören ist.
Das Mädchen ist kurz davor zu weinen und seine Lippen beben leicht, als seine Traurigkeit in Wut umschlägt, während die beiden Musiker sie mit großen Augen hilflos anschauen. Mit bösem Blick hält sie abwechselnd den Musikern ihre linke, geöffnete Hand hin, um von ihnen Schadenersatz zu bekommen. Diese schauen sich nur gegenseitig völlig betreten an und tasten hastig an ihren Hosentaschen und Jacken, um dem Mädchen mit einer Hand- und Schulterbewegung klarzumachen, dass sie keine Münzen dabei haben. Jetzt noch wütender, deutet das Mädchen mit dem rechten Zeigefinger auf die linke, äußere Geige, die beim Saitenmusiker an den Auslegern hängt. Während der Saitenmusiker völlig entgeistert das Mädchen anschaut, reißt der andere Musiker wortlos diese Geige ab und überreicht sie dem Mädchen. Anschließend gibt er ihr noch den passenden Bogen dazu. Als das Mädchen das Instrument hat, wendet es sich von den Musikern ab und positioniert sich auf dem Platz. Dabei hat sie mit dem Bogen noch die Tasse des ersten Musikers aufgerichtet und vor sich hingestellt.
Bei den ersten Versuchen, der Geige Töne zu entlocken, kommt nur ein Kratzen zustande und die Musiker halten sich angewidert die Ohren zu. Das Mädchen stimmt die Geige einmal, zweimal, und schon spielt es wie ein junger Gott auf dem Instrument, so dass die Musiker überrascht aufhorchen. Während ihres Spiels hört man sich Schritte nähern und Sekunden später fällt ein Sack voller Goldmünzen auf die Tasse. Sofort beendet das Mädchen das Spiel, lässt Geige und Bogen fallen und macht sich mit dem Sack auf, den Platz zu verlassen. Als sie auf der Höhe des Brunnens ist, schaut sie gnädig zu den beiden Musikern, greift in den Sack und hält eine Goldmünze in der linken Hand. Die Mienen der Musiker erhellen sich, aber keiner der beiden weiß, wer von ihnen die Goldmünze erhalten wird. Das Mädchen macht eine kurze Handbewegung, und schon sieht man zwei Goldmünzen, die übereinanderlagen. Nun strahlen die Musiker und sie nicken dem Mädchen zu, ihnen die Münzen zu geben. Das Mädchen wedelt mit den Münzen und deutet den Musikern, sich diese bei ihr abzuholen. Als die Musiker auf das Mädchen zulaufen, wirft es mit einer gekonnten Bewegung die Münzen über ihre Schulter in das obere Becken des Brunnens. Entgeistert schauen die Musiker den Münzen nach, wie diese im Becken versinken. Während sie hoffnungslos hinterherschauen, reißt beim Saitenmusiker eine Saite am Instrument. Im Abspann sieht man noch, wie die Musiker während der Dämmerung versuchen, an die Münzen zu kommen, indem der erste Musiker auf einer Trommel balanciert und der Saitenmusiker auf dem Kopf und der großen Trommel des ersten Musikers steht und knapp vor dem oberen Becken des Brunnens die Arme ausstreckt. Als er das Becken gerade berührt, verlieren sie das Gleichgewicht und der Film ist zu Ende.

## Hintergrund
Der Film wurde von Mark Andrews und Andrew Jimenez gedreht und von Pixar produziert. Er erschien auf der DVD von Cars. In dem Film wird gar nicht gesprochen, im Vordergrund steht die Musik. Der Kurzfilm wurde 2006 für einen Oscar in der Kategorie Bester animierter Kurzfilm 2006 nominiert, verlor aber gegen den Kurzfilm The Moon and the Son: An Imagined Conversation.